# Happy Feet (2006)
Happy Feet (englisch [ˈhæpi fi:t] für Glückliche Füße) ist ein australisch-US-amerikanischer Computeranimationsfilm von George Miller aus dem Jahr 2006. Millers erster Animationsfilm war gleichzeitig der erste von der in Sydney beheimateten Spezialeffekt-Firma Animal Logic realisierte Trickfilm. Der Film spielte an den weltweiten Kinokassen über 380 Millionen Dollar ein und verdrängte damit Crocodile Dundee als weltweit erfolgreichster australischer Film.

## Handlung
Der Film erzählt die Geschichte des Kaiserpinguins Mumble. Da seinem Vater Memphis das Ei aus den Beinen rutscht und somit einige Zeit der Kälte ausgesetzt ist, kann Mumble nicht singen. Er kann aber steppen und gilt dadurch bei den anderen Pinguinen als Außenseiter, das Weibchen Gloria bringt ihm jedoch Sympathien entgegen.
Mumble lernt mit Adeliepinguinen eine andere Pinguinart kennen, deren Angehörige seine Tanzkünste schätzen. Bei ihnen lebt auch der Felsenpinguin Lovelace.
Mit diesen begibt er sich auf die Suche nach Menschen, die als „Aliens“ bezeichnet werden. Gemeinsam mit dem Adeliepinguin Ramon und seinen Kollegen sucht er die Antwort auf die Frage, warum die Bestände der Fische geringer wurden. Er wird an einen Strand gespült. Als er aufwacht, befindet er sich mit anderen Pinguinen in einem Zoo. Als er vor einem Mädchen hinter der Glaswand zu tanzen anfängt, erregt er die Aufmerksamkeit der übrigen Besucher.
Er kehrt zu den Kaiserpinguinen mit einem Sender am Rücken zurück, der die Menschen zu ihm führt. Die Aufnahme des tanzenden Mumble inmitten der tanzenden Pinguinkolonie, die weltweit ausgestrahlt wird, bewegt die Menschen dazu, die Überfischung einzustellen. Mumble und Gloria werden ein Paar.

## Filmmusik
1. The Song of the Heart – Prince
2. Hit Me Up – Gia Farrell
3. Tell Me Something Good – P!nk
4. Somebody to Love – Brittany Murphy
5. I Wish – Patti LaBelle, Yolanda Adams and Fantasia Barrino
6. Jump N’ Move (2006 Remastered LP Version) – The Brand New Heavies featuring Jamalski
7. Do It Again – The Beach Boys
8. The Joker Mash-Up with Everything I Own – Jason Mraz mash-up with Chrissie Hynde
9. My Way (A Mi Manera) – Robin Williams
10. Kiss Mash-Up with Heartbreak Hotel – Nicole Kidman mash-up with Hugh Jackman
11. Boogie Wonderland – Brittany Murphy
12. Golden Slumbers/The End – K. D. Lang
13. The Story of Mumble Happyfeet – John Powell

## Hintergrund
| Figur          | Originalsprecher | Deutscher Sprecher |
| -------------- | ---------------- | ------------------ |
| Mumble         | Elijah Wood      | Ozan Ünal          |
| Baby Mumble    | Elizabeth Daily  | David Weyl         |
| Gloria         | Brittany Murphy  | Katrin Zimmermann  |
| Memphis        | Hugh Jackman     | Stefan Fredrich    |
| Norma Jean     | Nicole Kidman    | Petra Barthel      |
| Noah           | Hugo Weaving     | Wolfgang Condrus   |
| Ramón          | Robin Williams   | Rick Kavanian      |
| Lovelace       | Robin Williams   | Ben Becker         |
| Boss Skua      | Anthony LaPaglia | Erich Räuker       |
| Mrs. Astrakhan | Miriam Margolyes | Marianne Lutz      |
| Raul           | Lombardo Boyar   | Nico Mamone        |
| Nestor         | Carlos Alazraqui | Karlo Hackenberger |

Die Filmanimation wurde in Australien durchgeführt. Die Produktionskosten betrugen schätzungsweise 85 Millionen US-Dollar. Der Film startete in den Kinos der USA am 17. November 2006 und spielte am Startwochenende ca. 41,5 Millionen US-Dollar ein. Der deutsche Kinostart erfolgte am 30. November 2006. Für die deutsche Fassung konnten unter anderem Ben Becker (Stimme von Lovelace) und Rick Kavanian (Stimme von Ramón) gewonnen werden.
Im Januar 2010 wurde eine Fortsetzung angekündigt. Matt Damon, P!nk und Brad Pitt wurden dafür als Sprecher besetzt. Happy Feet 2 kam am 1. Dezember 2011 in die deutschen Kinos.

## Rezeption

### Kritiken
Happy Feet erhielt ein gutes Presseecho, was sich auch in den Auswertungen US-amerikanischer Aggregatoren widerspiegelt. So erfasst Rotten Tomatoes überwiegend positive Besprechungen und ordnet den Film dementsprechend als „Zertifiziert Frisch“ ein. Laut Metacritic fallen die Bewertungen im Mittel „Grundsätzlich Wohlwollend“ aus.
James Berardinelli lobte auf ReelViews die „realistisch“ wirkenden Zeichnungen der Pinguine sowie die „Spontanität“ und den „Humor“ von Robin Williams. Er schrieb, dass der Film die „Zutaten“ für einen „großartigen Film“ habe, aber vor dem Ende den richtigen Weg verlasse. Berardinelli könne zwar den Film empfehlen, aber nicht so „enthusiastisch“ wie er es sich wünschen würde.

„Der unterhaltsame Zeichentrickfilm ist als Musical und Typenkomödie angelegt, wobei er eine bemerkenswert skeptische ökologische Haltung einnimmt. Damit dürfte er kleine Kinogänger nur bedingt erreichen, empfiehlt sich aber für eine […] pädagogische Nachbereitung.“

### Auszeichnungen
Der Film gewann bei der Oscarverleihung 2007 den Oscar in der Kategorie Bester animierter Spielfilm. Er gewann im Jahr 2007 für den Filmsong The Song of the Heart (geschrieben und interpretiert von Prince) den Golden Globe Award. Zudem wurde der Film 2007 mit dem Environmental Media Award ausgezeichnet.